# Gimme Dat Ding
Gimme Dat Ding är ett album från 1970 med The Sweet (sida ett) och The Pipkins (sida två).
Albumet var Sweets LP-debut, men det enda musikaliska bidraget från Sweet är Brian Connollys sång och en egen komposition, "Time", i övrigt ingenting mer än ett foto på omslaget, musiken gjordes av studiomusiker. The Pipkins singelhit "Gimme Dat Ding" namngav albumet.

## Låtlista

### Sida ett (The Sweet)
1. "Lollipop Man" (Hammond, Hazelwood)
2. "Time" (Sweet)
3. "All You'll Ever Get From Me" (Cook, Greenaway)
4. "The Juicer" (Mick Stewart)
5. "Get On The Line" (Barry, Kim)
6. "Mr. McGallagher" (Mick Stewart)

### Sida två (The Pipkins)
1. "Gimme Dat Ding" (Hammond, Hazelwood)
2. "Yakety Yak" (Leiber, Stoller)
3. "The People That You Wanna Phone Ya" (Hammond, Hazelwood)
4. "My Baby Loves Lovin'" (Cook, Greenaway)
5. "Busy Line" (Semos, Stanton)
6. "Sunny Honey Girl" (Cook, Greenaway, Holler, Goodison)